# Springfield, Oregon
För andra betydelser, se Springfield.
Springfield är en stad i Lane County i den amerikanska delstaten i Oregon. 2006 hade staden 57 065 invånare på en yta av cirka 37 km².
Staden grundades 1885 då Elias och Mary Briggs anlände till platsen med sina familjer.
Matt Groening döpte den fiktiva staden Springfield  i TV-serien The Simpsons efter Springfield, Oregon.